# Clay (Texas)
Clay es un lugar designado por el censo ubicado en el condado de Burleson en el estado estadounidense de Texas. En el Censo de 2020 tenía una población de 139 habitantes y una densidad poblacional de 12,01 habitantes por km². Fue incluido como CDP en el censo de 2020.

## Geografía
Clay se encuentra ubicado en las coordenadas 30°22′52″N 96°20′41″O / 30.38111, -96.34472. Según la Oficina del Censo de los Estados Unidos,  tiene una superficie total de 11,57  km², de la cual 11,52 km² corresponden a tierra firme y 0,05 km² a agua.